# Piotrówka (Mrągowo)
Piotrówka [pjɔˈtrufka] (deutsch Petersberg) ist ein kleiner Ort in der polnischen Woiwodschaft Ermland-Masuren. Er gehört zur Gmina Mrągowo (Landgemeinde Sensburg) im Powiat Mrągowski (Kreis Sensburg).

## Geographische Lage
Piotrówka liegt westlich des Ixtsees (polnisch Jezioro Juksty) in der südlichen Mitte der Woiwodschaft Ermland-Masuren, vier Kilometer östlich der Kreisstadt Mrągowo (deutsch Sensburg).

## Geschichte
Als eigentlich nur ein großer Hof entstand der Ort Petersberg, der 1825 gegründet wurde.  1839 wurde Petersberg als Erbzinsgut mit 2 Feuerstellen bei 15 Einwohnern erwähnt. Der Ort war Wohnplatz in der Landgemeinde Neu Muntowen, die etwa 1928 in der Landgemeinde Muntowen (polnisch Muntowo) aufging. Die Gemeinde Muntowen – 1938 in „Muntau“ umbenannt – gehörte zum Kreis Sensburg im Regierungsbezirk Gumbinnen (ab 1905: Regierungsbezirk Allenstein) in der preußischen Provinz Ostpreußen.
In Kriegsfolge kam Petersberg 1945 mit dem gesamten südlichen Ostpreußen zu Polen und erhielt die polnische Namensform „Piotrówka“. Der Ort wurde ein Teil von Muntowo und war auch in das Schulzenamt (polnisch Sołectwo) einbezogen. Es ist eine Ortschaft im Verbund der Gmina Mrągowo (Landgemeinde Sensburg) im Powiat Mrągowski (Kreis Sensburg), bis 1998 der Woiwodschaft Olsztyn (Allenstein), seither der Woiwodschaft Ermland-Masuren zugehörig.

## Kirche
Petersberg war bis 1945 in die evangelische Pfarrkirche Sensburg in der Kirchenprovinz Ostpreußen der Kirche der Altpreußischen Union sowie in die römisch-katholische St.-Adalbert-Kirche der Kreisstadt im Bistum Ermland eingepfarrt. Auch heute besteht für beide Konfessionen der Bezug zur Kreisstadt Mrągowo.

## Verkehr
Eine Bahnanbindung besteht für Piotrówka nicht, seit der nächstgelegene Bahnhof in Mrągowo von jeglichem Bahnverkehr abgekoppelt worden ist.
Piotrówka liegt straßenverkehrstechnisch an einer Nebenstraße, die Wola Muntowska (Muntowenwolla) unweit der polnischen Landesstraße 59 (frühere deutsche Reichsstraße 140) entlang der Uferstraße zum Jezioro Juksty mit Probark (Neu Proberg) an der Landesstraße 16 (Reichsstraße 127) verbindet.